# Maďarónové (publicistická skupina)

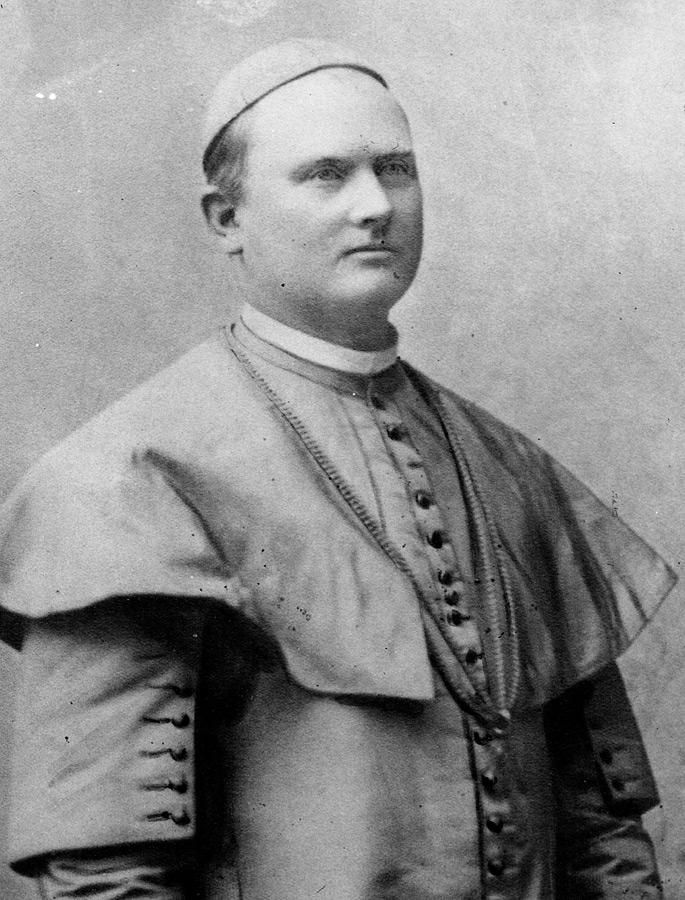
Julij Drohobecký byl rusínský buditel a propagátor asimilace Rusínů.

Jako maďarónové či maďaróni je označována skupina rusínských buditelů, kteří v období 70. až 90. let 19. století podporovali myšlenku asimilace Rusínů do uherského politického národa. Sdružovali se zejména kolem několika maďarofilně orientovaných periodik, především týdeníků Karpat a Východ. Za prvního představitele maďarónů je považován biskup Štefan Pankovič, jehož maďarizačně orientované reformy v Mukačevské eparchii, zaměřené především na výchovu mladých kněží, položily základy pozdější generaci maďarónů.
I po ukončení rusínského národního obrození na přelomu 19. a 20. století zůstali někteří stoupenci maďarizace (maďaróni) veřejně činní. K takovým pozdějším představitelům bývají řazeni Sándor Bonkáló a Kálmán Demkó, kteří působili v 10. a 20. letech 20. století během existence Rakouska-Uherska a Československé republiky.

## Dobový kontext
V 70. letech 19. století začalo v uherské části Rakousko-Uherska oslabovat původní rusínské národní hnutí, které se dříve vymezovalo především v rámci rusofilských ideálů. Smrt klíčového buditele, Alexandera Duchnoviče, a násilná vyhnanství klíčových intelektuálů, např. Adolf Dobrjanský či Viktor Kimak, vedla k ideovému prázdnu, které postupně vyplnily nové směry. Na jedné straně menší skupina rusínofilů, na druhé straně narůstající počet rusínských intelektuálů, kteří přijali myšlenku asimilace do maďarského politického národa.
Významným mezníkem v tomto vývoji byly maďarizační reformy biskupa Štefana Pankoviče v Mukačevské eparchii, zaměřené na výchovu mladé generace kněží k loajalitě vůči uherskému státu. Právě z tohoto prostředí postupně dospívala skupina intelektuálů, později označovaných jako maďaróni, kteří prostřednictvím publicistiky a činnosti v maďarskojazyčných periodikách propagovali asimilaci Rusínů a podporovali ideu jednotného maďarského národa.

## Činnost maďarónů
Cílem maďarónů byla postupná a úplná asimilace rusínského obyvatelstva do uherského politického národa. Tento proces spočíval nejen v jazykové maďarizaci, ale i v kulturní, náboženské a politické integraci do rámce maďarského státu. Myšlenku maďarizace aktivně podporovala maďarská vláda, stejně jako část duchovenstva Mukačevské řeckokatolické eparchie, zejména za vedení biskupa Štefana Pankoviče.
Pod jeho vlivem začala mladá generace kněží používat maďarský jazyk nejen při církevní administrativě a kázáních, ale i v běžném společenském životě. Biskup Pankovič podporoval výchovu kněži v maďarském duchu a přikláněl se k názoru, že budoucnost rusínského lidu je spjata s maďarským státem.
Maďaróni se kulturně i publicisticky organizovali. V období působení Pankoviče vznikla maďarofilská periodika jako Nový svět a Karpat, která hlásala loajalitu k Uhrám a odmítala jakékoli rusofilské či nacionálně rusínské snahy. Kromě toho někteří autoři publikovali také v maďarskojazyčných periodikách, přičemž nejvýznamnějšími z nich byly Východ, Řeckokatolická revue a Užhorodský věstník. Tato periodika se vyznačovala obhajobou maďarizace jako pokroku, snahou přepsat formující se rusínskou identitu a často útočila na rusínské národní buditele, které označovala za panslavistické agitátory nebo zpátečníky.
V 90. letech 19. století se však vztahy mezi maďaróny a rusínofily začaly zlepšovat a obě skupiny navázaly první formy spolupráce. Jedním z prvních takových kroků byla výzva týdeníku Východ, který v roce 1889 podnikl pokus o identifikaci vhodného dialektu pro vznik nového rusínského literárního jazyka. 16. června 1889 zveřejnil článek s názvem Žádost, v němž vyzval vzdělané obyvatele rusínských vesnic k překladu dvou maďarských textů a k zaslání jejich místní folklórní písně. Cílem této iniciativy bylo shromáždit co nejvíce jazykového materiálu napříč rusínskými dialekty, což by redaktorům usnadnilo následné vytváření literárního jazyka. Dle redaktora Josefa Festorije byl za nejvhodnější dialekt označen mluvený jazyk rusínského obyvatelstva v župě Maramureš.

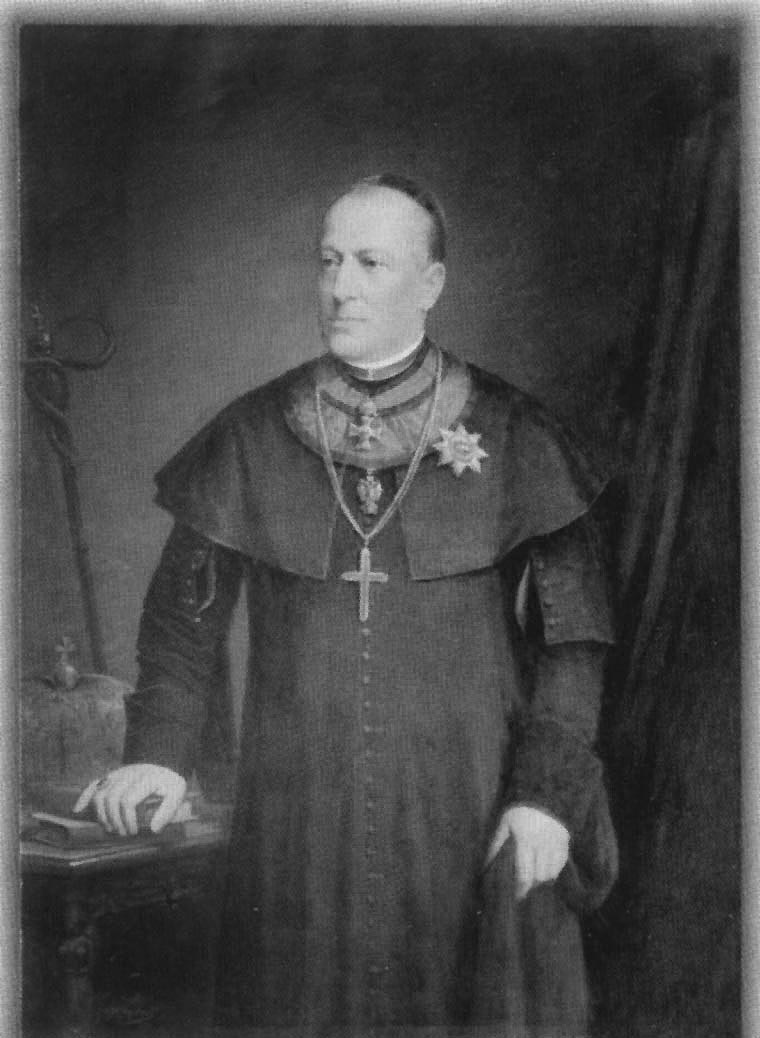
Štefan Pankovič byl jeden z největších propagátorů maďarizace mezi Rusíny během rusínského národního obrození

## Kritika
Maďaróni byly především kritizováni rusofily, kteří v 60. letech 19. století byly násilně utlumeni, během maďarizačních reformem biskupa Štefana Pankoviče. Ke kritice se později přidala i nová generace rusínofilů, kteří nesouhlasili s názory asimilace Rusínů do maďarského politického národa. Ke zlepšení vztahů také nepomohla podpora maďarónských myšlenek od Mukačevské řeckokatolické eparchie a maďarské vlády.
Maďaróni byli nejostřeji kritizováni rusofily, kteří od počátku považovali působení maďarónů za vlastizradu. Rusofilové, kteří byli fascinováni ruským jazykem a ideálem východoslovanské kulturní jednoty, vnímali maďarizaci jako přímou hrozbu pro existenci rusínské identity. Podle nich maďaróni aktivně napomáhali asimilaci Rusínů do maďarského politického národa, podporovali jazykový úpadek v rusínské inteligenci a popírali historické a kulturní vazby Rusínů na východoslovanský svět.
K prvnímu velkému střetu došlo již v 60. letech 19. století, kdy byly rusofilské aktivity potlačeny během maďarizačních reformem biskupa Štefana Pankoviče. Ten, s podporou uherské vlády, prosazoval maďarizaci v duchovní správě a školství. Rusofilové tehdy čelili cenzuře, pronásledování, vylučování z veřejného života a dokonce vyhnanstvím.
I po této perzekuci zůstali rusofilové nejhlasitější opozicí vůči maďarónům. Ve svých publikacích, ať už vydávaných legálně nebo v emigraci, odsuzovali novou generaci mladých buditelů a jejich názory. Kritizovali zejména periodika jako Nový svět, Karpat či Východ, které označovali za nástroje maďarizační propagandy.
Ke konci 90. let 19. století se vztahy mezi maďaróny a rusínofily vylepšily a obě skupiny začali společně publikovat články do týdeníků Východ a Řeckokatolická revue.

## Představitelé
List intelektuálů, kteří byli součástí maďarónů je pouze orientační a často zjednodušující. Kniha Malé Dejiny Rusínov a The shaping of a national identity řadí mezi maďaróny následující intelektuály:
- Julij Drohobecký
- Konstantin Nevický
- Aladár Romanec
- Emil Melleš
- Sándor Mikita
- Viktor Kaminskij
- Jevmenij Sabov
- Endre Rabár
- Jenő Pásztély
- Miklós Kutkafalvy
- Kálmán Demkó
- Antal Hodinka
- Sándor Bonkáló

Kniha The Rusyns of Hungary přímo nezmiňuje pojem maďarónové, ale odkazuje na více asimilovaných Rusínů, kteří se sdružovali kolem několika maďarofilně orientovaných periodik:
- Josef Festorij
- Ivan Iovanovyč
- József Fésüs
- Károly Mészáros
- Ödön Kecskóczky
- Petro Antalocij

## Periodika spojená s maďaróny

### Karpat
Karpat (rusínsky Карпат) byl společenský, církevní a literární týdeník vydávaný Spolkem sv. Vasilije Velikého. Jednalo se o nástupce zrušeného týdeníku Svět, který byl zrušen pod nátlakem biskupa Štefana Pankoviče. Ze začátku s týdeníkem spolupracovali někteří rusínští intelektuálové, ale po zvýšení promaďarských tendencí se od něj distancovali.

### Užhorod
Užhorod (maďarsky Ungvar) byl společenský a politický týdeník tištěn v Jägerově tiskárně, což byla první tiskárna v Uherské Rusi, která byla založena v 60. letech 19. století. Tiskárna dostala povolení k tištění nových publikací právě v roce 1880, kdy se v ní začal tisknout týdeník Užhorod. Redaktorem týdeníku byl Ivan Iovanovyč, který na stránkách propagoval kroky maďarské vlády, otázku celonárodní asimilace, ale také články od rusofilů a rusínofilů, které psal Nikolaj Homičkov a další.
V roce 1881 byl týdeník nařčen konkurenčním maďarským týdeníkem Uh (maďarsky Ung) za nedostatečné maďarské vlastenectví. Tehdy se přispěvatel Julij Drohobecký zastal rusínské národnosti a ve svých článcích dokazoval loajalitu Rusínů k Maďarsku. Ke konci roku 1881 odešel z redakce Ivan Iovanovyč a týdeník si podmanil konkureční Uh, který vydával články čístě o maďarských tématech a  o otázce celonárodní asimilace.

### Užhorodský věstník
Užhorodský věstník (maďarsky Ungvári közlöny) byly společenské a politické noviny. Redaktor novin byl Julij Drohobecký, který přešel z týdeníku Užhorod a již 4. prosince 1881 vydal první vydání Užhorodského věstníku. Na stránkách novin byly propagovány kroky maďarské vlády, otázka celonárodní asimilace, ale také obrana Rusínů proti rusofilským myšlenkám, které byly v 80. letech 19. století přísně trestané.
Během února 1882, kdy se konal soudní proces s Adolfem Dobrjanským, jeho dcerou Olgou Grabarovou a dalšími haličskými rusofily, noviny vydali několik článků, které bránili Rusíny a jejich zapojení s panslavistickými myšlenkami. Přispěvatel Károly Mészáros dokonce podpořil myšlenky austroslavismu, kdy ve svém článku uvedl: „...kdyby Poláci a slované Bosny a Hercegoviny dostali svobodu a ústavu, rádi myšlenky panslavismu opustili.“ Noviny také psali o návštěvě spisovatele Móra Jókaie v Uherské Rusi, či o výpravě rusínské řeckokatolické delegace k tehdejšímu premiérovi maďarska Kálmána Tiszy.
Do novin jednou napsal svůj článek také rusofil Ioann Rakovský, který podpořil implementování ruského jazyka jako literárního jazyka pro Rusíny, ale ve stejné sekci uvedl svou loajalitu k maďarskému státu. V článku nazvaném Postřehy k pozdějšímu vývoji kritizoval rozšíření ukrajinského jazyka do Haliče a vyzýval k tisku nových učebnic v ruském jazyce.

### Východ
Východ (maďarsky Kelet) byl politický týdeník vydávaný maďaróny. Mezi přispěvatele týdeníku se řadí Julij Drohobecký, Konstantin Nevický, Aladár Romanec a Emil Melleš, aj. Na svých stránkách publikovali formování maďarského politického národa a hlásali nevyhnutelnou asimilaci Rusínů v maďarském prostředí. Týdeník byl psán v maďarštině a distancovala se od něj většina rusínských vlastenců. V druhé polovině 80. let 19. století vydával týdeník i články z rusínofilské strany buditelů, mezi které patřil např. Jevmenij Sabov. Týdeník informoval i o rusofilských buditelech, např. o Adolfu Dobrjanském či Ioannu Rakovském. V 80. a 90. letech 19. století byl jedním z nejvýše postavených redaktorů Jurij Žatkovič, díky němu se podařilo publikovat několik desítek rusínofilských a ukrajinofilských článků, které propagovali rusínské tradice, implementaci rusínštiny do škol a otázku literárního jazyka.

### Hornouherskýsion
Hornouherský sion (maďarsky Felvidéki sion) byl první rusínský recenzovaný časopis. Redaktory časopisu byly Julij Drohobecký a Sándor Mikita, mezi časté přispěvatele časopisu se také řadil rusínofil Jurij Žatkovič, který zde publikoval historické články. Časopis obsahoval komentáře na tehdejší politické, sociální a náboženské dění.

### Řeckokatolická revue
Řeckokatolická revue (maďarsky Görogkatholikus szemle) byl církevní a politický týdeník vydávaný Spolkem sv. Vasilije Velikého. Redaktorem týdeníku byl Viktor Kaminskij a byl publikován mezi lety 1899 až 1918. Týdeník na svých stránkách podporoval kroky maďarské vlády, chod řeckokatolické církve a otázku celonárodní asimilace.

## Vnímání a interpretace
V odborné literatuře jsou maďarónové většinou popisováni jako specifická skupina rusínských intelektuálů 19. století, kteří přijali myšlenku asimilace do uherského politického národa. Podle Paula Roberta Magocsiho představovali příklad širšího trendu národnostní asimilace, která byla v Uhersku v 19. století podporována zejména v oblastech země s menšinou maďarského obyvatelstva. V knize Malé dejiny Rusínov od Ivana Popa jsou maďarónové vnímáni jako intelektuálové, kteří se přizpůsobili politickým poměrům, přičemž jejich činnost byla spojena především s publicistikou v maďarofilně orientovaných periodikách.
Z pohledu moderního rusínského národního diskurzu je pojem „maďarón“ často vnímán negativně, a to zejména v souvislosti s odklonem od původních ideálů rusínského národního obrození a ve 20. století s podporou politiky maďarizace. V některých současných pracích je skupina maďarónů interpretována jako důsledek tlaku oficiálních uherských institucí na jazykovou a národní asimilaci menšin.